# Tiphodytes setosus
Tiphodytes setosus är en stekelart som först beskrevs av De-stefani Perez 1902.  Tiphodytes setosus ingår i släktet Tiphodytes och familjen Scelionidae. Inga underarter finns listade i Catalogue of Life.